# 秀四瓣虫
秀四瓣虫（学名：Tetrapentalon elegans）为星球虫科四瓣虫属的动物。分布于地中海以及西沙群岛等。